# 我的B型男友
《我的B型男友》（韓語：B형 남자친구），為韓國2005年上映的一部喜劇電影。內容講述女主角為了尋找理想男友而不斷努力，但她本身是個溫和的A型女子，事事都與她的B型血男友格格不入。

## 演員陣容
- 韓智慧 飾 劉荷美
- 李東健 飾 邱榮彬
- 申　怡 飾 劉彩英，劉荷美表姊
- 白一燮 飾 邱榮彬父親
- 鄭麗媛 飾 寶英， 與劉荷美同行的短髮朋友
- 俞泰雄 飾 孫京俊，邱榮彬好友，曾邀劉荷美出外用餐
- 金載仁 飾 恩英， 與劉荷美同行的長髮朋友之一
- 宋昌坤 飾 彩英訪客
- 金在祿 飾 劉荷美大學教授
- 金花雨 飾 邱榮彬前女友

### 特別出演
- 李賢宇 飾 彩英男友

## 劇情內容
邱榮彬與朋友孫京俊等5人在打籃球，但榮彬因怕車子被開罰單，叫女友在燠熱的車內顧車。榮彬打完近4小時的籃球後，回到停車位，女友不滿他的無禮態度，起爭執後兩人便分手。另一方面，劉荷美和同班朋友恩英及寶英在舞廳觀摩舞蹈。教練示範完畢後，便叫在場所有人找舞伴，開始練舞。當場內所有人找到舞伴後，荷美仍害羞地站在舞池旁。恰好有個男舞者也還沒找到舞伴，於是便主動充當荷美的舞伴。但在練舞時，荷美緊張到不知所措。
某日荷美在公車上欲發簡訊給友人時，發錯到榮彬手機。不久後，荷美走下公車，在公車站時與榮彬相撞，兩人的手機均掉在地上，因為手機同款，所以兩人不小心對調了手機。榮彬拿著荷美的手機準備離開時，被一位路人迎頭撞上，榮彬手上的手機掉在地上。但他正要去撿時，一台摩托車輾過了手機。榮彬將碎成兩塊的手機拿給荷美，荷美則面帶微笑及客氣的要求榮彬賠她一部手機。榮彬拒絕，並從荷美手中拿起自己的手機轉身就走。荷美生氣地將手機搶過來，把已損壞的手機留給榮彬後，迅速搭上公車離開。
幾天後的一個晚上，荷美還是決定將手機還給榮彬，並跟他道歉。榮彬要求荷美請他吃晚餐賠罪，卻選了價格不低的生魚片壽司。但荷美怕生食，於是榮彬吃完自己的份後，便將荷美的生魚片也一併吃下肚，只留下含芥末的壽司米飯給荷美。在餐廳時，榮彬輕浮地說了一句：「我喜歡妳，我們交往吧！」，荷美當下便覺得這是命中躲不掉的緣分，並開心地點頭答應了。從此之後，善良軟弱的A型女與自私高傲的B型男的愛情旅程就此開始。
荷美回到家後，開心地與最親愛的表姐彩英提到自己第一個男朋友。過幾天後，荷美帶著榮彬到餐廳與彩英會面，彩英將眼前的男人從頭到尾打量了一番後，一開始頗有好感。但對於血型性格學說十分資深的彩英知道榮彬的血型是B型後，臉色大變。回到家後，彩英生氣的要求荷美與榮彬斷絕往來，但陷入愛河的荷美根本不想聽，此時的她只相信榮彬就是她的真命天子。
兩人交往了一段時間後，雖然榮彬利用了許多方式（例如：唱歌、看電影等等...）點綴了兩人間的感情，但荷美卻從許多事情中發現了榮彬的擔當事情的懦弱及自私自利。荷美為了榮彬短期讓出自己的住所，賠上自己的期中考試，並將信用卡及現金借給榮彬買車、還卡債，而自私的榮彬卻不懂得感激。甚至認為搞砸考試全是荷美的錯，荷美開始動搖了原本的心意，「這是愛嗎？」這句話在荷美心中盤旋著，完完全全地為他人付出，自己的真心被玩弄出賣，少了自己的價值。「Just for fun?」
某日，荷美來到榮彬家中，將自己的存摺拿給榮彬要他先支付卡債，至於現金以後再慢慢還給自己就好。而榮彬卻說不用，原因是他的朋友京俊已經幫他還清了，而條件是要求荷美與他吃頓飯。荷美聽到這句話，傷心又生氣的奪門而出，榮彬追出來並在公車站前將荷美欄下，荷美生氣的打了榮彬一巴掌後，並傷心地搭上公車。榮彬本來打算追上公車安慰，但最後還是眼睜睜看著公車遠去。
晚上，荷美回到家門口的巷子時，見京俊早已在那等後她並邀她吃飯。荷美見京俊手上的戒指跟榮彬的十分酷似，京俊解釋是榮彬交給他的，這句話對荷美來說有如針往心裡扎。半夜荷美自餐廳返家後，見榮彬在自家門口一直在聯絡她，雖然榮彬表示自己真心愛她，但荷美無法原諒他將戒指轉送他人，並下定決心從此與之分手。
又到了一年一度開心的聖誕夜，荷美及彩英到百貨公司瘋狂購物。搭電梯時，荷美敎彩英面對窗戶做了一個動作：「右手握拳舉高緊貼窗戶 左手握拳橫置於胸前」：正是之前和榮彬交往時，榮彬敎她的「我是Superman」遊戲。分手許久，荷美雖然明知道他是個糟糕差勁的男人，卻無法忘記榮彬。
就在分手大局已定之時，劇情峰迴路轉。荷美的兩位同班朋友恩英、寶英上網時意外發現了榮彬為荷美所做的道歉網頁動畫，並通知荷美及彩英前來觀看，榮彬獨白內容如下：「荷美，一片沙漠之所以會美麗，是因為有綠洲點綴。沒有了妳，我就像沒有綠洲的沙漠。我是個笨蛋才會失去妳，我以為我可以隨心所欲的丟棄，但現在我失去了一切。荷美，讓我告訴你一個秘密，我不敢搭公車，是因為我小的時候在公車上有一次瀕死的經驗。當你說你想要有一個能陪你搭公車的男友，我很難過。我們是在公車站相遇的，那時你從我手上拿走的最重要的東西不是我的手機，而是我的心。妳問我是否相信命運，現在我相信我的命運就是妳。荷美，我愛妳！」
看完這段影片後，在場的4人都感動的哭了出來，而荷美也知道戒指的事是自己誤會了榮彬。於是荷美趕緊飛奔至榮彬家，卻見榮彬因製作動畫的緣故，人氣暴增，賺了不少錢，在家舉辦慶功宴。荷美見狀認為榮彬還是跟過去一樣，利用自己賺錢，傷心的搭上了公車。而榮彬至此才明白自己已深愛荷美，於是猶豫了一下後也趕忙追了出去，但公車已出發。下一站，痛哭流涕的荷美見榮彬因為了追回她而搭上了公車，便決定再給榮彬一次機會，重新來過。
日後，彩英見兩人重新交往後的愉快模樣，不同以往，也改變了她對血型的刻板印象。
將至Ending時，榮彬一樣要求荷美在數到100內到遊樂園，果然，荷美又遲到了。但榮彬數到100後，決定再多給她一些喘息空間，從90秒再重數，重數到92時，荷美氣喘吁吁的趕到了，榮彬仍在發牢騷。荷美撒嬌的說:「我不是說過對不起了嗎？再這樣我就甩了你唷！」榮彬趕忙微笑地道歉，並摟著荷美微笑地問說:「從什麼開始玩好呢？旋轉木馬還是海盜船？」

## 原聲帶
| 曲別   | 歌手   | 歌曲                                    |
| 片頭曲 | 金英冠 | 《그녀의 드라이브 》（她的驅動器）      |
| 片尾曲 | 張娜拉 | 《사랑하기 좋은 날》（愛的美好日子）    |
| 插曲   | 李東健 | 《And I love you so 》                  |
| 插曲   | 李東健 | 《내아름다운 그녀에게 》 （致美麗的她） |
| 插曲   | 李東健 | 《귀여운 그녀》 （她很可愛）            |
| 插曲   | 金英冠 | 《한복을 입고》 （穿著韓服）            |
| 插曲   | 金英冠 | 《내가 이런... 》 （像我這種...）       |
| 插曲   | 金英冠 | 《백화점》 （百貨商場）                 |
| 插曲   | 李東健 | 《종이 비행기》 （紙飛機）              |
| 插曲   | 申藝媛 | 《그대란걸 아나요》 （知道是你嗎）      |
| 插曲   | 李東健 | 《나를 봐요》 （看著我）                |
| 插曲   | 李東健 | 《식탁밑》 （在桌子底下）               |
| 插曲   | 李東健 | 《한강야경》 （漢江夜景）               |
| 插曲   | 金英冠 | 《슈퍼맨 놀이》 （超人玩）              |

## 外部連結
- 韓國影畫：My boyfriend is Type B